# Семіти
Семіти — група народів, що населяють або населяли Північну та Східну Африку і частину Азії та мова яких належить до Семітської групи мов. До них належать стародавні вавилоняни, ассирійці, фінікійці та ін., а також сучасні народи: араби, євреї, ассирійці, друзи.

## Термін

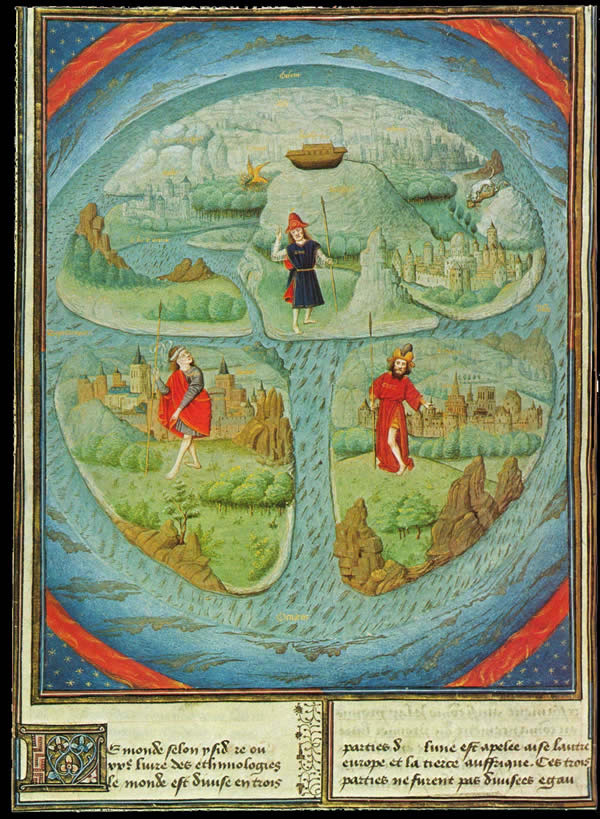
Мапа світу XV століття з зображенням розподілу трьох відомих тоді частин світу – Азії (вгорі), Європи (ліворуч) та Африки (праворуч) – між трьома синами Ноя – Симом, Яфетом та Хамом
відповідно

Термін «симіти» введений німецькими науковцями Геттінгенської школи (А. Л. Шлецер та інші) у 1770-х роках для позначення стародавніх народів, що характеризувалися приналежністю до особливої сім'ї мов, загальним ареалом розселення, загальними рисами культу, схожістю матеріальної культури і побуту. Термін почерпнутий із Старого завіту — так званої Таблиці народів, де ряд народів Близького Сходу був об'єднаний під загальною назвою «сини Сима».

## Розділення на окремі народи

Карта розповсюдження семітських мов

Прасеміти (кочівники і скотарі) населяли колись північну Сахару і звідки імовірно на початку V тис. до н. е. внаслідок інтенсивної зміни клімату почали просуватися на північний схід. На думку одних науковців (німецький Т. Нельдеке, англійський У. Р. Сміт), семіти поступово заселили Аравійський півострів, звідки потім окремими хвилями протягом тисячоліть проникали в Межиріччя і Сирійський степ, на східне узбережжя Середземного моря. Деякі науковці (наприклад, І. М. Дьяконов, СРСР) вважають, що після переходу дельти Нілу одні рушили на південь і заселили Аравію, інші пішли на північ і північний схід. Ряд науковців (наприклад, Ж. Кюппе, Бельгія) вважає, що семіти після виходу з Сахари протягом деякого часу зберігали свою спільність, заселивши Сирійський степ, і саме звідти почали розселення; деякі припускають, що всі семіто-хамітські народи вийшли з Аравії.
За найбільш поширеною думкою, наприкінці IV — початку III тис. до н. е. семіти розділилися (по мові) на дві великі групи — східну і західну.
Східна (північно-східна) група спочатку розселилася в північній частині Південного Дворіччя, де увійшла в контакт з шумерами (початок III тис. до н. е.). Представники цієї групи говорили аккадською мовою. З середини III тис. до н. е. аккадці проникають в південну частину Південного Дворіччя, і незабаром мову північно-східної групи семітів витісняє шумерська. Подальша доля цієї групи семітів пов'язана з історією Аккаду, Вавилонії, Ассирії.
Західна група семітів, в свою чергу, ділиться на дві або три групи. Одна (північно-західна) розселялися в Ханаані, Сирії, Північній Месопотамії двома хвилями. Першими відомими представниками цієї групи (III-II-е тис. до н. е.) були амореї, потім фінікійці і євреї (з кінця II тис. до н. е.) і особлива підгрупа семітів — арамеї; окремі племена арамеїв проникли в Південне Дворіччя (халдеї) і навіть перейшли р. Тигр. Вихід арабів за межі Аравійського півострова в VII ст. н. е. (Див. Арабські завоювання) розглядається як остання і найбільша хвиля розселення семітів.
Інша (південно-семітська) група в II-му тис. до н. е. займала територію Аравійського півострова. Її південну частину в той час, ймовірно, складали мешканці стародавніх держав в Південній Аравії: Майна, Саби, Катабана, Хадрамауту (майнці, хадрамаутці, сабейці, катабанці та ін.). Не виключено, що саме представники цієї підгрупи заселили в I тис. до н. е. Ефіопію. Північна підгрупа південно-семітської групи була в II—I тис. до н. е. представлена ліх'янітами, самуд та ін., об'єднаними не пізніше початку I тис. до н. е. під назвою араби.

## Хронологія
III тис. до н. е. — поява аморейських племен.
Сер. III тис. до н. е. — розквіт східносемітської аморейської міста-держави Ебла.
2360 до н. е. — створення східними семітами імперії Аккад на чолі з Саргоном Давнім. Завоювання ним Ебли.
У XVIII столітті до н. е. амореї створюють племінний союз гіксосів, який здійснює експансію в Єгипет.
1813—1638 до н. е. — життя Авраама згідно з Біблією. Відокремлення моавітян і аммонітян (нащадки Лота), арабів (нащадки Ізмаїла).
XVII століття до н. е.— поява народів Ізраїлю та Ідумеї.
1793-1750 до н. е. — правління Хамурапі. Найвищий розквіт аморейського Вавилону.
1595 до н. е. — війська Хеттського царства завдали поразки Вавилонії; місто було розграбоване та піддане руйнуванням, аморейська династія повалена, а царство знищено.
1522 до н. е. — переселення Ізраїлю до Єгипту.
XIV столітті до н. е. — початок експансії арамейських племен (згідно з Біблією нащадки Нахора). Арамейська мова до початку нашої ери стає основною розмовною мовою Передньої Азії.
Бл. 1250 до н .е. — Вихід євреїв з Єгипту. Початок завоювання Ханаану.
XII ст. — початок фінікійської колонізації Середземномор'я. Першим було колонізовано Кіпр.
Бл. 1010-970 до н. е. — створення Ізраїльського царства Давида.
928 до н. е. — розпад держави Ізраїль.
814 до н. е. — заснування Карфагену.
Новоассирійська держава (750—620 до н. е.) 
626—536 до н. е. — Нововавилонське царство (халдейська династія).
539 до н. е. — Перська держава Ахеменідів завойовує всю Передню Азію. Арамейська мова стає другою державною.
III ст. до н. е. — поява Набатейського царства.
218—201 до н. е. — Друга Пунічна війна. Остаточна поразка Карфагену у війнах з Римом.
I ст. н. е. — поява християнства.
630 — об'єднання арабів в Аравії та початок ісламських завоювань.